# 6794 Masuisakura
6794 Masuisakura eller 1992 DK är en asteroid i huvudbältet, som upptäcktes den 26 februari 1992 av den japanske amatörastronomen Atsushi Sugie i Dynic-observatoriet. Den är uppkallad efter japanen Sakura Masui.
Asteroiden har en diameter på ungefär 27 kilometer och den tillhör asteroidgruppen Meliboea.